# Boshrabad
Boshrabad (persan : بشراباد romanisé en Boshrābād) est un village dans la province du Khorasan-e Razavi en Iran. Lors du recensement de 2006, sa population était de 1,123 habitants répartis dans 294 familles.